# Punto intermedio (triángulo)

El punto intermedio del triángulo M del triángulo de color negro, en el centro de su inelipse de Mandart (en color rojo). Las líneas azules a través del punto intermedio también pasan los correspondientes vértices del triángulo extratangente y por los puntos medios de los lados opuestos.

En geometría, el punto intermedio  (también conocido por su nombre original en alemán, mittenpunkt) de un triángulo es uno de los elementos notables de un triángulo: un punto definido a partir del triángulo que es invariante bajo las transformaciones euclídeas del triángulo. Fue identificado en 1836 por Christian Heinrich von Nagel como el punto simediano de las circunferencias exinscritas del triángulo dado.

## Coordenadas
El punto intermedio tiene coordenadas trilineales
{\displaystyle (b+c-a):(c+a-b):(a+b-c)}
donde a, b y c son las longitudes de los lados del triángulo dado.
Expresado en cambio en términos de los ángulos A, B y C, las coordenadas trilineales son
{\displaystyle \cot {\frac {A}{2}}:\cot {\frac {B}{2}}:\cot {\frac {C}{2}}=(\csc A+\cot A):(\csc B+\cot B):(\csc C+\cot C).}
Las coordenadas baricéntricas son
{\displaystyle a(b+c-a):b(c+a-b):c(a+b-c)=(1+\cos A):(1+\cos B):(1+\cos C).}

## Colinealidad
El punto intermedio se encuentra en la intersección de la línea que conecta el centroide y el punto de Gergonne y la línea que conecta el incentro y el punto simediano, estableciendo así dos colineales que incluyen el punto intermedio.

## Figuras relacionadas
Las tres líneas que conectan los excentros del triángulo dado con los puntos medios del lado correspondiente se encuentran en el punto intermedio; por lo tanto, es el centro de perspectiva del triángulo excentral y del triángulo mediano, con el correspondiente eje de perspectiva siendo el polar trilineal del punto de Gergonne. El punto intermedio es también el centroide de la inelipse de Mandart del triángulo dado, la elipse tangente al triángulo en su puntos extratangentes.